# Vícar
Vícar é um município da Espanha localizado na província de Almería, comunidade autônoma da Andaluzia.
1. ↑  «Cifras oficiales de población resultantes de la revisión del Padrón municipal a 1 de enero» (ZIP). www.ine.es (em espanhol). Instituto Nacional de Estatística de Espanha. Consultado em 19 de abril de 2022
2. ↑  Ayuntamiento, de Vícar. «Municipio de Vícar – Ayuntamiento de Vícar». vicar.es. Consultado em 10 de Julho de 2025